# John Cornwell
John Cornwell (Londen, 1940) is een Engels journalist en auteur die vooral bekend is door zijn boeken over pausen van de twintigste eeuw. In zijn boeken staat hij vaak kritisch tegenover de katholieke kerkleiding en schrijft vanuit een modernistisch standpunt. Cornwell studeerde aan de Universiteit van Oxford en de Universiteit van Cambridge. In 1990 werd hij hoofd van het onderzoeksprogramma Science and Human Dimension aan het Jesus College van de Universiteit van Cambridge.
In 1999 schreef hij een biografie van Paus Pius XII: Hitler's Pope, The secret history of Pius XII. Vijf jaar na de verschijning van zijn boek Hitler's Pope, verklaarde Cornwell dat hij zijn visie op Pius XII enigszins gewijzigd had: “I would now argue, in the light of the debates and evidence following ‘Hitler's Pope', that Pius XII had so little scope of action that it is impossible to judge the motives for his silence during the war, while Rome was under the heel of Mussolini and later occupied by the Germans.”
In een artikel in The Times bekritiseerde hij Richard Dawkins en meer in het bijzonder zijn boek The God Delusion. De toon van het boek vond hij extremistisch en dogmatisch. Hij herhaalde zijn kritiek later ook in The Guardian en in zijn boek Darwin's Angel (2007).

## Werken
- A Thief in the Night, over de dood van Paus Johannes Paulus I in 1978
- Hitler's Pope, The secret history of Pius XII (1999), over Paus Pius XII
- The Pontiff in Winter (2002), over het pontificaat van Paus Johannes Paulus II
- Darwin’s Angel: An Angelic Riposte to “The God Delusion” (2007), Londen, Profile Books (in het Nederlands vertaald: Darwins Engel, Een repliek op God als misvatting)
- Seminary Boy, over zijn jeugdjaren op een Engels seminarie

- Bibliothèque nationale de France: cb121405433 (data)
- Catàleg d'autoritats de noms i títols de Catalunya: 981058507757606706
- Gemeinsame Normdatei: 131365282
- International Standard Name Identifier: 0000 0003 7511 4670
- Library of Congress Control Number: n83136961
- Nationale Bibliotheek van Letland: 000117921
- Nationale Bibliotheek van Tsjechië: jn19990001500
- Nationale Bibliotheek van Israël: 987007260172505171
- Nederlandse Thesaurus van Auteursnamen: 072911778
- Istituto Centrale per il Catalogo Unico: RAVV049769
- Système universitaire de documentation: 050523260
- Virtual International Authority File: 279052170
- WorldCat: E39PBJxxh9cHYTJVTfcJ7MjBfq